# Oroniscus stentai
Oroniscus stentai is een pissebed uit de familie Oniscidae. De wetenschappelijke naam van de soort is voor het eerst geldig gepubliceerd in 1926 door Alceste Arcangeli.